# 수족관 목록

조지아 수족관의 고래상어.

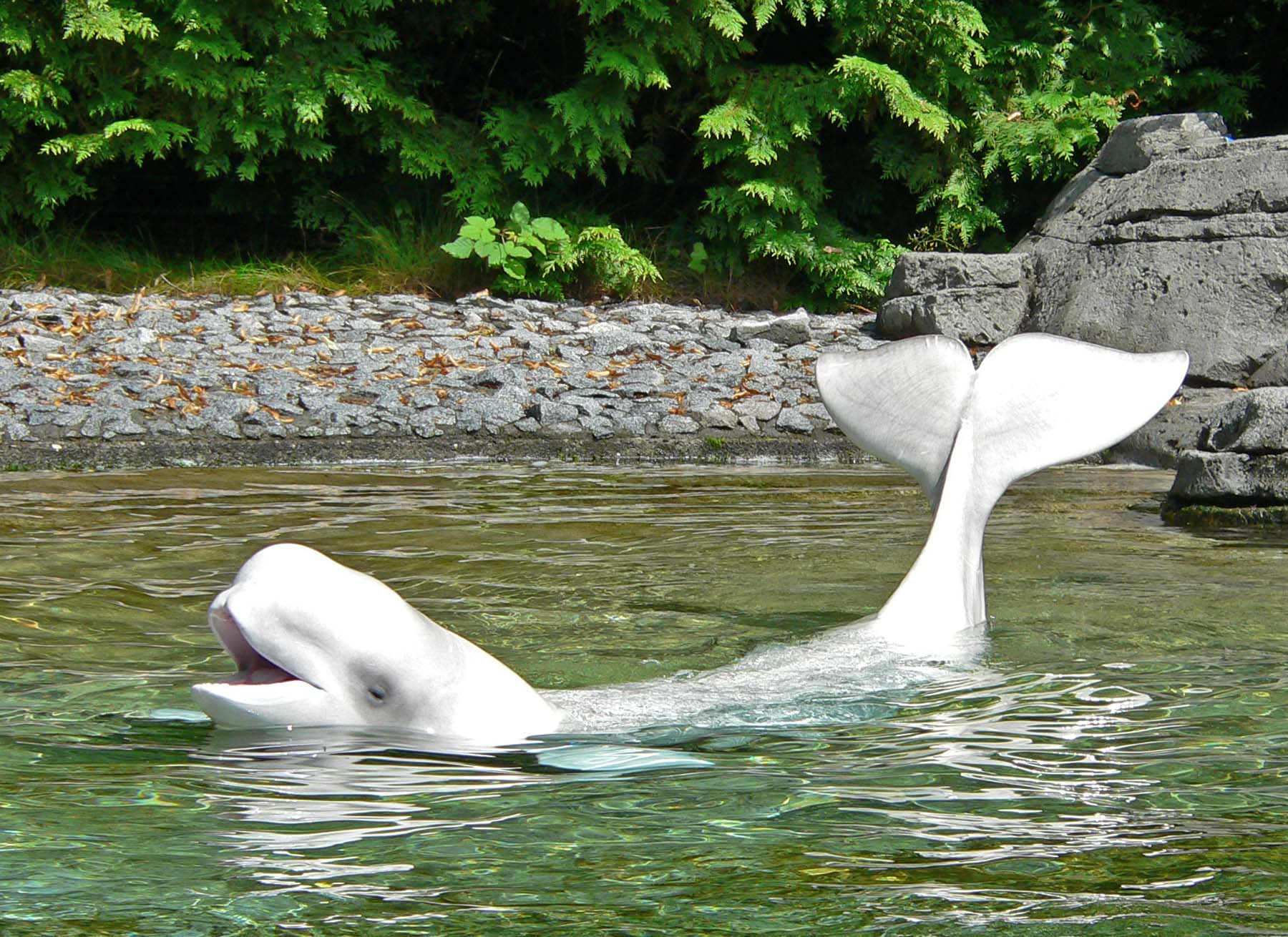
밴쿠버 수족관에서 재주를 부리는 흰고래.

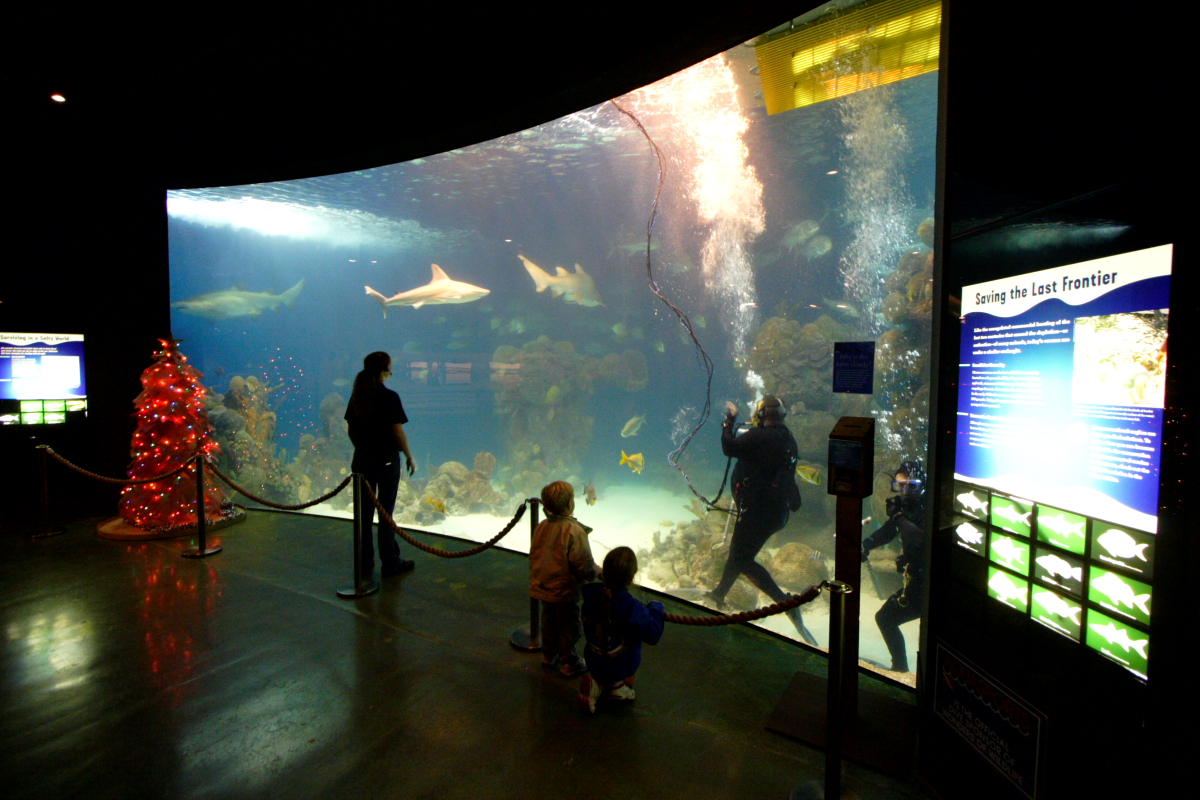
경이로운 야생 동물 박물관·수족관의 소금물 수족관과 그 속의 다이버

다음은 전세계 국가별 수족관의 목록이다.

## 아프리카

### 이집트
- 알렉산드리아 수족관 - 알렉산드리아
- 엘구나 수족관 - 엘구나

### 나미비아
- 나미비아 국립 해양 수족관 - 스와코프문트

### 남아프리카
- 투 오션 수족관 - 케이프타운
- 우사카 마린 월드 - 더반

## 아시아

### 중국
- 상하이 해양 세계 - 창펑공원, 상하이 시 (1999)
- 상하이 해양 수족관 - 상하이 시 (2002)
- 칭다오 해저 세계 & 칭다오 수족관 (1932) - 산둥성
- 극지 해양 세계 - 칭다오시 (2006)
- 태양 아시아 해양 세계 - 다롄시 (1994)
- 극지 세계 - 다롄시 (2002)
- 홍콩해양공원 - 남롱산, 홍콩 (1977)

### 인도네시아
- 시월드 인도네시아 - 자카르타

### 이란
- 키시 수족관 - 키시섬
- 테헤란 수족관 - 자즈루드, 테헤란주

### 이스라엘
- 에일라트 수족관

### 말레이시아
- KLCC 수족관
- 랑카위 해저 세계
- 그린 커넥션

### 싱가폴
- 싱가폴 언더워터 월드 - 센토사섬
- 싱가폴 마린 라이프 파크 - 센토사 리조트 월드 (2010년 이후에 개장[1])
- 반 클리프 수족관 - 1991년에 폐관

### 대한민국
- 코엑스 아쿠아리움 - 서울특별시 강남구 (2000년 5월 개장)
- 부산아쿠아리움 - 부산광역시 해운대구 (2001년 개장)
- 대전아쿠아월드 - 대전광역시 중구 (2010년 개장)
- 대구아쿠아리움 - 대구광역시 동구 (2016년 개장)
- 울진아쿠아리움 - 경상북도 울진군 (2009년 개장)
- 아쿠아플라넷
  - 아쿠아플라넷 여수 - 전라남도 여수시 (2012년 개장)
  - 아쿠아플라넷 제주 - 제주특별자치도 서귀포시 (2012년 개장)
  - 아쿠아플라넷 일산 - 경기도 고양시 (2014년 개장)
  - 아쿠아플라넷 광교 - 경기도 수원시 (2021년 개장)
  - 아쿠아플라넷 63 - 서울특별시 영등포구 (1985년 개장, 2024년 7월 폐장)
- 롯데월드 아쿠아리움 - 서울특별시 송파구 (2014년 개장)

### 조선민주주의인민공화국
- 조선중앙동물원 수족관 - 평양직할시

### 파키스탄
- 클립톤 어류 수족관, 카라치

### 필리핀
- 마닐라 오션 파크 - 마닐라

### 대만
- 타이완 국립 해양 생태 박물관·수족관 - 타이완

### 태국
- 방콕 수족관 - 방콕
- 븡 차왁 수족관 - 수판부리
- 푸껫 수족관 - 푸껫
- 라용 수족관 - 라용
- 샴 오션 월드 - 샴 파라곤, 방콕
- 파타야 언더워터 월드 - 파타야, 촌부리
- 치앙마이 동물원 수족관 - 치앙마이 동물원, 치앙마이

### 아랍에미리트
- 두바이 수족관·언더워터 동물원 - 두바이

### 베트남
- 뜨리 응우얜 수족관 - 냐짱
- 뚜안 짜우 수족관 - 하롱베이

## 유럽

### 오스트리아
- 하우스 데스 미어레스 (바다의 집)[2] - 빈

### 벨기에
- 아쿠아토피아 (안트베르프) - 안트베르펜
- 뒤뷔송 수족관 (리에주)
- 씨라이프 센터 (블랑켄베르거)

### 불가리아
- 바르나 수족관 - 바르나

### 크로아티아
- 크리크베니카 수족관 - 크리크베니카
- 두브로브니크 수족관 - 두브로브니크

### 덴마크
- 덴마크 수족관 - 샤를로텐룬트
- 북해 해양 수족관 - 히르츠할즈
- 카테가트 센터- 그레나

### 핀란드
- 아크바리올리나, the Aquarium Castle - 반타
- 키엘라 나투리움 - 라피
- 마레타리움 - 콧카
- 씨라이프 헬싱키 - 헬싱키
- 세르칸니에미 수족관 - 탐페레

### 프랑스
- 라쿠아쇼 - 오디에르네 (2000)
- 나우시카 - 프랑스 국림 해양 체험관, 불로뉴쉬르메르 (1991)
- 해양 박물관 - 비아리츠 (1933)
- 오시아노폴리스 - 브레스트 (1990)
- 해양 도시 - 셰르부르옥트빌 (2002)
- 트로카데로 수족관 - 파리 (1878–1985) 시네아쿠아로 다시 개장 (2006)
- 포르트 도레 수족관 - 파리 (1931)
- 오시아리움 - 르크롸직 (1992)
- 파리 씨 라이프 센터 - 마른 라 발레 (2001)
- 생말로 대형 수족관 - 생말로 (1996)
- 라로셸 수족관 - 라로셸 (2001)
- 동물학 박물관·수족관 - 낭시 (1970)

### 독일
- 아쿠아주 - 뒤셀도르프
- 씨라이프 센터 - 팀멘도르퍼 슈트란트
- 씨라이프 센터 - 베를린
- 씨라이프 센터 - 드레스덴
- 씨라이프 센터 - 뮌헨
- 씨라이프 센터 - 콘스탄츠
- 씨라이프 센터 - 슈파이어
- 씨라이프 센터 - 오버하우젠
- 씨라이프 센터 - 뉘른베르크
- 씨라이프 센터 - 쾨닉스빈터
- 씨라이프 센터 - 하노버
- 베를린 동물원 (Berlin Zoological Garden, 내부에 수족관 있음) - 베를린
- 오지아니움 - 슈트랄준트

### 그리스
- 아쿠아월드 아쿠아리움 - 헤르소니소스, 크레타
- 크레타쿠아리움 - 크레타

### 헝가리
- 트로피카리움 (Tropicarium) - 부다페스트

### 아일랜드
- 오션월드 - 딩글
- 씨라이프 센터 - 브레이
- 아틀란틱 월드 - 샐딜

### 이탈리아
- 제노바 수족관 - 제노바
- Stazione Zoologica di Napoli - 나폴리, 1874년에 개장  보관됨 2015-03-09 - 웨이백 머신
- 밀라노 수족관 - 밀라노, 1906년에 개장
- 알게로 수족관 - 알게로, 사르데냐

### 리투아니아
리투아니아 바다 박물관 

### 모나코
- 해양학 박물관˙수족관 (Oceanographic Museum and Aquarium) - 모나코빌

### 네덜란드
- 씨라이프 센터 - 스헤베닝겐
- 돌피나리움 (Dolfinarium) - 하르데르웨이크
- 버거스 주 (Burgers Zoo) - 아른험
- Diergaarde Blijdorp - 로테르담

### 노르웨이
- 베르겐 수족관 - 베르겐
- 리쇠르 수족관 - 리쇠르 Risør Akvarium
- Altanterhavsparken - 올레순 Atlanterhavsparken

### 폴란드
- 씨 피셔리즈 인스티튜트 아쿠아리움 (Sea Fisheries Institute Aquarium) - 그디니아

### 포르투갈
- 리스본 대형 수족관 - 리스본
- 바스쿠 다 가마 수족관 - 알제스 (리스본 근처), 1898년에 개장
- Fluviário de Mora - 모라, 알렌테주 (리스본 동쪽 100킬로미터), 2007년에 개장

### 루마니아
- 콘스탄차 수족관 - 콘스탄차 (1958)
- 다뉴브 삼각주 수족관 - 툴체아
- 티미쇼아라 수족관˙동물원 - 티미쇼아라

### 슬로베니아
- Akvarij - Terarij - 마리보르

### 스페인
- 피니스테레 수족관 - 아코루냐
- 씨라이프 센터 - 말라가
- 바르셀로나 수족관
- Aquarium Parque Zoologico de Barcelona
- 마드리드 동물관˙수족관
- L'Oceanogràfic, Ciutat de les Arts i les Ciències - 발렌시아, 유럽에서 가장 크다.
- 과학 박물관 (Museu de la Ciencia)
- 아쿠아폴리스 라 피네다 (Aquopolis La Pineda)
- 산세바스티안 수족관 (Aquarium Donostia) - 산세바스티안

### 스웨덴
- 스칸센민속원, 수족관 (스칸센 수족관) - 스톡홀름
- 유니버시움 (Universeum) - 예테보리
- Sjöfartsmuseets akvarium (해양 박물관의 수족관, The Aquaria of the Shippingmuseum) - 예테보리
- Kolmarden Tropicarium and Aqarium

### 터키
- 투르쿠아 동물원 (Turkua Zoo) - 이스탄불

### 영국
- 앵글시 바다 동물원 - 앵글시, 웨일스
- 레이크 수족관 - 레이크 지방, 잉글랜드
- 바이오타! - 런던, 잉글랜드 (계획 중)
- 블랙풀 타워 수족관, 블랙풀, 잉글랜드
- 블루 플래닛 수족관 - 엘즈미어 항구, 잉글랜드
- 블루 리프 수족관 - 잉글랜드의 뉴키, 포츠머스, 헤이스팅스, 브리스톨, 타인머스
- 캐논 수족관 - 맨체스터, 잉글랜드
- 딥 - 킹스턴어폰헐, 잉글랜드
- 딥씨 월드 - 노스 퀸즈페리, 스코틀랜드
- 엑스플로리스 - 포타페리, 북아일랜드
- 헤이스팅스 언더워터 월드 - 헤이스팅스, 잉글랜드
- 호니먼 박물관 내 수족관 - 런던, 잉글랜드
- 헌스탄톤 씨라이프 생츄어리 - 헌스탄톤, 잉글랜드 (씨라이프 센터 체인)
- 퍼백 섬 수족관 - 워어햄, 도싯, 잉글랜드
- 레이크 코스트 수족관 - 마리포트, 컴브리아, 잉글랜드
- 씨라이프 런던 수족관 - 런던, 잉글랜드
- 맥더프 수족관 - 맥더프, 스코틀랜드
- 국립 수생 서식지 연구소 (NIRAH) - 스튜어트비(Stewartby), 잉글랜드 (계획 중)
- 국립 해양 수족관 - 플리머스, 잉글랜드
- 국립 씨라이프 센터 - 버밍엄, 잉글랜드 (씨라이프 센터 체인)
- 본머스 수족관, - 본머스, 잉글랜드
- 국립 씰 생츄어리 - 그윅, 잉글랜드
- 릴 씨라이프 수족관 - 릴, 웨일스
- 세인트앤드루스 수족관 - 세인트앤드루스, 스코틀랜드
- 스코틀랜드 씨라이프 생츄어리 - 오반, 스코틀랜드 (씨라이프 센터 체인)
- 씨라이프 센터 - 잉글랜드의 블랙풀, 브라이턴, 그레이트야머스, 스카버러, 웨이머스, 그리고 스코틀랜드의 로몬드호
- 씨라이프 어드밴처 - 사우스앤드, 잉글랜드
- 씨쿠아리움 - 웨스톤-수퍼-마레이, 잉글랜드

## 북아메리카

### 바하마
- 더 딕 앳 아틀란티스 블루 아일랜드 - 아틀란티스 파라다이스, 나소
- 돌핀 인카운터즈- 블루 라군, 나소

### 캐나다

#### 브리티시컬럼비아 주
- 퍼시픽 언더씨 가든 - 빅토리아주
- 씨랜드 오브 더 퍼시픽 (폐관) - 빅토리아주
- 유클루릿 수족관 - 유클루릿
- 밴쿠버 수족관 - 밴쿠버

#### 온타리오 주
- 마린랜드 - 나이아가라폴스 (온타리오주)

#### 퀘벡 주
- 빠끄 아쿠아리움 뒤 퀘벡 - 생트 푸아
- 몬트리올 수족관 (폐관)

#### 뉴브런즈윅 주
- 헌츠맨 마린 사이언스 센터 수족관/해저 실험실 - 세인트앤드르수

### 멕시코

#### 시날로아 주
- 마사틀란 수족관 - 마사틀란

#### 베라크루스 주
- 베라크루스 수조관 - 베라크루스

## 남아메리카

### 아르헨티나
- 문도 마리노 - 라틴 아메리카에서 가장 큰 대형 수족관
- 마 델 플라타 아쿠아리움
- 부에노스아이레스 수족관- 부에노스아이레스 동물원 내부에 위치하고 있다.

### 브라질
- 아쿠아 문도
- 우바뚜바 수족관 - 우바뚜바
- 상파울루 수족관 - 상파울루
- 산투스 수족관 - 산투스

### 콜롬비아
- 로다데로 바다 수족관·박물관 (Rodadero Sea Aquarium and Museum)

### 베네수엘라
- 베네수엘라 수족관 - 라틴 아메리카에서 가장 큰 수족관

## 카리브 제도

### 버뮤다
- 버뮤다 수족관, 박물관, 동물원 (Bermuda Aquarium, Museum and Zoo), (BAMZ)

### 쿠바
- 바코나오 공원
- 프레시워터 퍼블릭 아쿠아리움, 아바나

### 프랑스령 안틸레스
- 과들루프 수족관 - 과들루프

## 오스트레일리아/오세아니아

### 오스트레일리아

#### 오스트레일리아 수조 준주
- 국립 동물원·수족관 - 캔버라

#### 뉴사우스웨일스 주
- 오스트레일리아 상어·가오리 센터 - 스티븐스 항구
- 메림불라 수족관 - 메림불라
- 맨리 오션월드 - 맨리
- 시드니 수족관 - 시드니

#### 퀸즐랜드 주
- 아쿠아서치 수족관 - 넬리 베이, 마그네틱 섬
- 넵튠의 리프 월드 - 허비 베이
- 리프 헤드쿼터 - 타운즈빌
- 씨 월드 - 골드코스트
- 언더씨 월드 - 케언스
- 언더워터 월드 - 물루라바

#### 사우스오스트레일리아 주
- 캥거루 섬 펭귄 센터 (구 캥거루 섬 마린 센터) - 킹스코트
- 씨호스 팜 - 애들레이드 항구

#### 태즈메이니아 주
- 비체노 씨라이프 센터 - 비체노
- 스탠리 해양 수족관 - 스탠리

#### 빅토리아 주
- 멜버른 수족관 - 멜버른

#### 웨스턴오스트레일리아 주
- 웨스턴오스트레일리아 수족관 - 퍼스
- 오션파크 - 데넘

### 괌
- 언더워터 월드 - 투몬

### 누벨칼레도니
- 누메아 수족관(Aquarium des Lagons) - 누메아

### 뉴질랜드
- 켈리 탈톤 언더워터 월드 - 오클랜드
- 마린랜드 - 네이피어
- 뉴질랜드 국린 수족관 - 네이피어
- 서던인카운터수족관·키위하우스 - 크라이스트처치
- 윌로우뱅크 - 크라이스트처치

### 팔라우
- 팔라우 국제 산호초 센터 - 코로르